# Otto Steiger (Politiker, 1890)
Otto Steiger (* 1890; † 14. Februar 1958) war ein Schweizer Politiker (Bernische Bauern- und Bürgerpartei).

## Leben
Steiger war der Sohn eines Bierbrauers in Wabern. Er studierte Rechtswissenschaft, machte das Fürsprecherpatent und wurde 1917 stadtbernischer Polizeiinspektor. 1920 gelangte er als Vertreter der kurz zuvor gegründeten Bürgerpartei in den Berner Gemeinderat. Während 38 Jahren führte er die Direktion für soziale Fürsorge, die er nach neuzeitlich sozialen Gesichtspunkten ausbaute. Von 1952 bis 1958 war er schliesslich  Stadtpräsident. Er starb unerwartet im Amt an einem Herzinfarkt.